# Sašo Filipovski
Sašo Filipovski (nació el 6 de septiembre de 1974 en Ljubljana) es un entrenador esloveno de baloncesto. Actualmente dirige a la plantilla del s.Oliver Baskets de la Basketball Bundesliga.

## Carrera deportiva
Filipovski se formó en el KK Olimpija, con el que debutó como entrenador jefe, tras ser antes técnico asistente. Más tarde, fue técnico jefe del Turow durante tres años ( 2006-2009) y entrenaría al Lokomotiv Rostov de Rusia. 
En 2010, ejerció de técnico asistente de Vujosevic en el CSKA, hasta que le ha llegado la oportunidad de dirigir a uno de los equipos que se jugarán su presencia en la Final Four, la Lottomatica Roma.
En 2014, el Stelmet Zielona Góra ha anunciado de forma oficial la contratación de Sašo, con quién volverá a jugar la Euroliga.
En noviembre de 2020, firma por el KK Partizan de la ABA Liga.
El 8 de marzo de 2021, es destituido como entrenador del KK Partizan y es sustituido por Aleksandar Matović.
El 17 de diciembre de 2021, firma como entrenador del s.Oliver Baskets de la Basketball Bundesliga.

## Trayectoria
- 1996–2003 KK Union Olimpija, (Asistente)
- 2003-2005 KK Union Olimpija
- 2005-2006 KK Union Olimpija, (Asistente)
- 2006-2009 Turów Zgorzelec
- 2009-2010 Lokomotiv Kuban
- 2010-2011 PBC CSKA Moscú, (Asistente)
- 2011-2012 Lottomatica Roma
- 2012-2014 KK Union Olimpija
- 2014-2016 Stelmet Zielona Góra
- 2016-2018 Banvit Basketbol Kulübü
- 2018-2019 AS Mónaco Basket
- 2020-2021 KK Partizan
- 2021-Actualidad s.Oliver Baskets